# Entenhausen-Edition – Donald von Carl Barks
Die Entenhausen-Edition – Donald von Carl Barks ist eine seit April 2010 im Egmont Ehapa Verlag bzw. seit Oktober 2014 in der Egmont Ehapa Media erscheinende Comicalbenreihe. Sie erscheint zweimonatlich und stellt einen Nachdruck der von 1992 bis 2004 ebenfalls bei Ehapa erschienenen Albenreihe Barks Library dar. In der Entenhausen-Edition werden wie auch in der Barks Library die Gesammelten Werke des Comic-Literaten Carl Barks veröffentlicht, die dieser von 1942 bis zu dessen Ruhestand als Comicautor- und Zeichner 1966 produziert hat.

## Titelbild und Inhalt
Die Übersetzungen stammen (wie in der Barks Library auch) von der berühmten Übersetzerin Dr. Erika Fuchs, die den Inflektiv (in Anlehnung an Fuchs auch Erikativ genannt), prägte und populär machte.
Es existiert ein Inhaltsverzeichnis der Comics mit englischem Originaltitel, Erstellungsdatum und Datum des erstmaligem Erscheinens im  Micky Maus-Magazin und DDSH bzw. Goofy Magazin. Da im amerikanischen Gladstone-Original die Onomatopoetika (Lautmalereien, z. B. „PUFF“, „SCRIEEC“, „QUIETSCH“) zusammen mit der Kolorierung angelegt wurden, und diese zu entfernen sehr teuer wäre, sind die Lautmalereien in der englischen Originalversion vorzufinden.
Oft finden sich auch noch die englischen Originaltitel im Auftaktpanel, denen der deutsche Titel in Comic Sans MS hinzugefügt wurde.
Als Titelbild (Cover) wird dasselbe wie dasjenige in der Barks Library verwendet, lediglich mit dem Unterschied, dass ein etwas kleinerer Ausschnitt des Originals der Barks Library gezeigt wird, es also „gezoomt“ wird. Auch kann es vorkommen, dass in etwas abweichenden Farbtönen koloriert wird.
Seit Entenhausen-Edition 10 befindet sich das Impressum nicht mehr auf dem zweiten Titelbild auf Seite 3, sondern unten auf der Innenseite des hinteren Albenumschlags.
Ein Comicalbum kostet mit Stand Januar 2023 7,99 €.  Ab Entenhausen-Edition 52 umfasst der Heftumfang für einige Ausgaben nicht wie bisher 52, sondern 68 Seiten, da die Barks Library nur 51 Ausgaben umfasste und man anschließend die Nebenreihe Barks Library Special in der Entenhausen-Edition nachdruckte.

## Preise
- 5,95 € (bis 12/2014),
- 6,50 € (02/2015–06/2017),
- 6,90 € (08/2017–08/2022)
- 7,99 € (seit 10/2022)

## Quelle
- Duckipedia-Artikel über die Entenhausen-Edition, aufgerufen am: 25. Oktober 2018.
- Entenhausen-Edition – Donald von Carl Barks bei Inducks